# 二崙郷

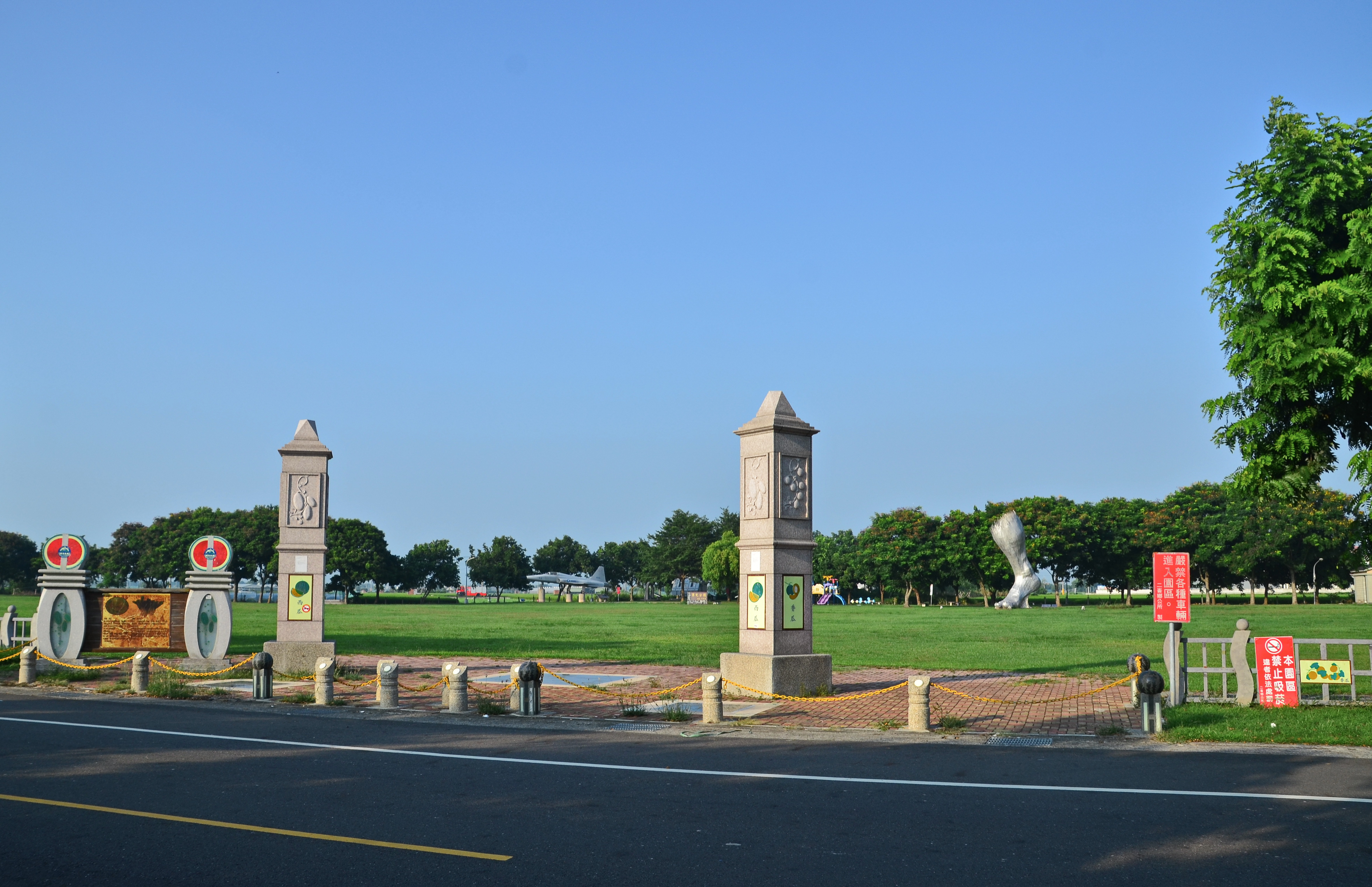
二崙運動公園

二崙郷（アルルン/にろん-きょう）は台湾雲林県の郷。

## 歴史
二崙地区は鄭氏政権時代は西螺および崙背と共に天興県に帰属していた。1683年に清朝統治が開始されると諸羅県へと改名され、更に諸羅県の行政範囲が広大であることから1722年には虎尾渓以北に彰化県を設置し十保を管轄するようになった。この時二崙は崙背および麦寮一帯とともに「布嶼稟保」と称されるようになり彰化県に帰属した。1887年1月、台湾全島の行政区域改革が実施され台北府が設置され、台湾府は台湾県、鳳山県、恒春県、諸羅県および彰化県を管轄するようになった。布嶼稟保も「布嶼東堡（現在の二崙地区）」と「布嶼西堡（現在の崙背地区）」に分割された。1900年8月、清は福建台湾省を正式に設置し劉銘伝を台湾巡撫に任じた。台湾を台北、台湾および台南の3府に分け、その下に11県3庁を設置した。雲林県はこの時新設された県の一つであり、台湾府に属していた。二崙地区はこの行政改革の影響を受けることなく、清末まで「布嶼東堡」と称されていた。
下関条約により日本による統治が開始された1895年、嘉雲両県を合併して嘉義支庁が成立し、布嶼東堡も嘉義支庁の管轄下に設置された。1898年には行政区域の調整が行われ台北、台中、台南の3県と宜蘭、台東、澎湖の3庁が設置された。雲林県では斗六、北港の2弁務署が設置され、二崙、崙背一地区は布嶼堡として北港弁務署の管轄となり。更に1901年、台湾全島に20庁が設置されると、布嶼堡は斗六庁の管轄となった。1910年には再び行政区域の調整が行われ12庁が設置された。斗六庁には斗六、土庫、西螺、北港、下口湖の五支庁が設置され嘉義庁の管轄に行なわれた。二崙は西螺支庁に帰属すると同時に油車と崙背に分割された。
1920年、日本統治時代最後の大規模な行政区域調整が行なわれ庁が廃止され州を、支庁に代わって郡が設置されることになった。台湾は台北、新竹、台中、台南、高雄の五州が設置され、台南州の下に新豊、北門、新化、新営、嘉義、東石、大林、北港、虎尾、斗六の10郡が設置された。この時油車区は二崙庄と改称され、虎尾郡に帰属した。
日本の敗戦により中華民国により領有された台湾では、日本統治時代の5州3庁を基礎に8県9省轄市をに改革した。同時に郡を区と、街庄を郷鎮と、保を村里と、甲を鄰と改めた。二崙庄は二崙郷と改称され台南県虎尾区に帰属することとなった。続いて1950年9月8日、台湾省全域での地方行政区調整が行われ、台湾省は5省轄市（現在の市）16県が設置された。旧台南県は台南市と台南、嘉義、雲林の3県に分割され、二崙郷も雲林県の管轄下に置かれ現在に至っている。

## 行政区
| 村 |
| --- |
| 三和村、大同村、大義村、田尾村、庄西村、来恵村、崙西村、港後村、楊賢村、大庄村、大華村、永定村、定安村、油車村、湳仔村、崙東村、義庄村、復興村 |

## 歴代郷長
| 代 | 氏名 | 任期 |
| -- | ---- | ---- |

## 教育

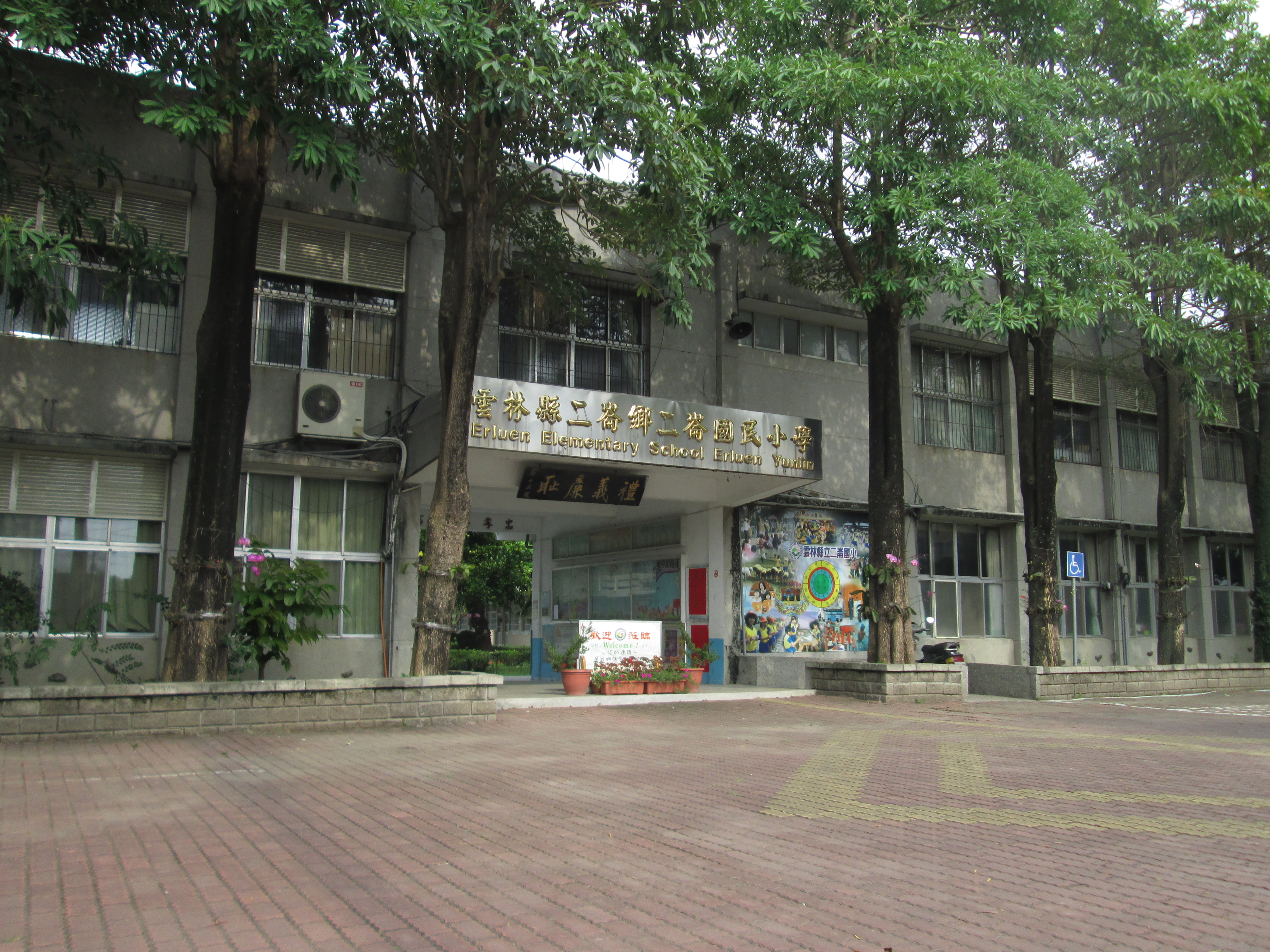
雲林県二崙郷二崙国民小学

### 国民中学
- 雲林県立二崙国民中学

### 国民小学
| - 雲林県立二崙国民小学 - 雲林県立来恵国民小学 - 雲林県立油車国民小学 - 雲林県立義賢国民小学 | - 雲林県立三和国民小学 - 雲林県立大同国民小学 - 雲林県立旭光国民小学 |

## 交通
| 種別 | 路線名称 | その他 |
| ---- | -------- | ------ |
| 省道 | 台19線   |        |

## 観光
- 大義崙天后宮
- 張廖宗祠崇遠堂（中国語版）
- 二崙国興宮
- 二崙故事屋（中国語版）（旧二崙派出所）